# S84/98 (штык-нож)
S84/98 III — стандартный штык-нож для винтовки Karabiner 98k.

## История
S84/98 III был последним выпуском немецких штык-ножей S84/98. Берёт свое начало от штык-ножа 1871/1884 года, первого стандартного штык-ножа, который был принят на вооружение в Германской империи для использования с винтовкой Mauser 1871/1884, которая в свою очередь была модификацией винтовки Mauser 1871, первой винтовки производства компании Mauser, оснащённой трубчатым магазином на 8 патронов, разработанным Альфредом фон Кропачеком. Это была первая многозарядная винтовка немецкой армии, хотя её быстро заменила винтовка Gewehr 1888, созданная в ответ на французскую винтовку Lebel Model 1886, первую в мире винтовку, использующую бездымный порох.
Первой моделью штык-ножа S84/98 или M1884/98 был штык-нож 1871/1884 года, адаптированный для использования на Gewehr 98. Его заменил на вооружении штык-нож образца 1898/05 г. Однако во время Первой мировой войны S84/98 снова начали производить под обозначением S84/98 II. Немецкая императорская армия использовала этот штык-нож во время Первой мировой войны как способ сохранить ограниченные ресурсы. S84/98 III производился на базе S84/98 в конце Веймарского периода и во времена нацистской Германии.

## Производство
Большая часть штык-ножей производилась на предприятиях в районе Золингена в Германии. Помимо этого, другими немецкими производителями были такие предприятия, как Jos. Corts, производивший электроинструменты, Adler AG, Dürkopp, производивший автомобили, Mundlos AG, производивший швейные машины, и крупный производитель хирургических инструментов Jetter & Scherrer, Aesculap Werke из Тутлингена. Штык-нож также производился для Германии за рубежом в оккупированных ею странах, что было сделано компаниями Genossenshaft Maschinenfabrik, Ferlach в Австрии и знаменитой мануфактурой d'armes de Châtellerault во Франции, которая производила ручной пулемёт FM 24/29.